# Karl Erdmann von Lichnovsky
Karl Erdmann von Lichnovsky (ur. 1711 r., zm. w lutym 1769 r.) – pan na Ligocie, Chróstach, Strzybniku i Kocobędzu, landrat powiatu raciborskiego i kozielskiego.
Był mężem urodzonej 17 września 1720 roku Anny Charlotte Elisabeth von Lieben. W latach 1746–48 był landratem powiatu kozielskiego, a od 4 marca 1759 roku do 15 marca 1760 roku oraz od 11 maja 1762 roku do 27 stycznia 1763 roku landratem powiatu raciborskiego (od 15 marca 1760 roku do 11 maja 1762 roku, podczas trwającej wówczas wojny siedmioletniej powiat raciborski był zajęty przez wojska austriackie, które obsadziły w nim swojego landrata, Josepha Matthäusa von Lippa).